# 紀元前563年
紀元前563年（きげんぜん563ねん）は、西暦（ローマ暦）による年。紀元前1世紀の共和政ローマ末期以降の古代ローマにおいては、ローマ建国紀元191年として知られていた。紀年法として西暦（キリスト紀元）がヨーロッパで広く普及した中世時代初期以降、この年は紀元前563年と表記されるのが一般的となった。

## 他の紀年法
- 干支 : 戊戌
- 日本
  - 皇紀98年
  - 綏靖天皇19年
- 中国
  - 周 - 霊王9年
  - 魯 - 襄公10年
  - 斉 - 霊公19年
  - 晋 - 悼公10年
  - 秦 - 景公14年
  - 楚 - 共王28年
  - 宋 - 平公13年
  - 衛 - 献公14年
  - 陳 - 哀公6年
  - 蔡 - 景侯29年
  - 曹 - 成公15年
  - 鄭 - 簡公3年
  - 燕 - 武公11年
  - 呉 - 寿夢23年
- 朝鮮
  - 檀紀1771年
- ユダヤ暦 : 3198年 - 3199年

## できごと

### 中国
- 晋の悼公・斉の世子光・魯の襄公・宋の平公・衛の献公・曹の成公らが呉の柤で会合した。
- 晋の荀偃と士匄が偪陽を攻め滅ぼし、その地を宋の平公に与えた。
- 楚の子嚢（公子貞）と鄭の公孫輒が軍を率いて宋を攻撃した。
- 晋の荀罃が軍を率いて秦を攻撃した。
- 鄭の皇耳が衛に侵入した。
- 楚の子嚢と鄭の公孫輒が魯の西辺に侵入した。
- 楚の子嚢と鄭の公孫輒が蕭を攻略した。
- 莒が魯の東辺に侵入した。
- 晋・斉・魯・宋・衛・曹などの連合軍が鄭を攻撃した。
- 鄭の尉止・司臣・侯晋・堵女父・子師僕らが子駟（公子騑）を殺害した。子産や子蟜（公孫蠆）がこの反乱を鎮圧し、子孔（公子嘉）が鄭の政権を掌握した。
- 楚の子嚢が鄭を救援し、晋を中心とする連合軍と楚軍とが潁水をはさんで対峙した。
- 晋の悼公が士匄を派遣して周の王室の紛争を調停させた。